# Trompete (Leichlingen)
Trompete ist eine aus einer Hofschaft hervorgegangene Ortslage in der Stadt Leichlingen (Rheinland) im Rheinisch-Bergischen Kreis.

## Lage und Beschreibung
Trompete liegt an der Kreuzung der Landesstraße 294 mit der ehemaligen Trasse der Landesstraße L288, die in diesem Abschnitt bis zu der Kreuzung den Namen Trompete trägt, am westlichen Rand von Leichlingen an der Stadtgrenze zu Langenfeld (Rheinland). Der Name Trompete der in der ersten Hälfte des 20. Jahrhunderts noch eigenständig liegenden Ortschaft findet sich nur noch in der Straßenbezeichnung wieder, der Ursprungsort ist in der geschlossenen Wohn- und Gewerbebebauung aufgegangen. 
Westlich von Trompete führt die Landesstraße 294 zur Bundesautobahn 3. Nordwestlich befindet sich das Naturschutzgebiet Riedbachaue, in dem der Galkhauser Bach entspringt. Nördlich von Trompete liegt an der ehemaligen Landesstraße der Wohnplatz Sandberg, südlich der Wohnplatz Rothenberg. Östlich grenzt der Wohnplatz Schnugsheide an den Ort.
Weitere benachbarte, zumeist die in westliche Vorstadt Leichlingens aufgegangene Orte sind Bremsen, Zwei Eichen, Roßlenbruch, Rehborn und Schraffenberg auf Leichlinger und Hapelrath, Furth, Virneburg und Krecklenberg auf Langerfelder Stadtgebiet.

## Geschichte
1855 werden vier Wohnungen in Trompete angegeben. Der Ort lag bereits im 19. Jahrhundert an der Straßenkreuzung einer jüngeren Trassierung (ab dem 19. Jahrhundert) der Sandstraße, einer Altstraße von Aufderhöhe nach Opladen, mit dem Communications Weg zwischen Reusrath und Leichlingen (heute Trompeter Straße – Reusrather Straße – Opladener Straße – Brückenstraße). Die Topographische Aufnahme der Rheinlande von 1824 verzeichnet den Ort als Trompete und die Preußische Uraufnahme von 1844 zeigt den Ort unbeschriftet, die Leichlinger Gemeindekarte von 1830 als Trompete.
1815/16 besaß der Ort 41 Einwohner. 1832 gehörte Trompete der Bürgermeisterei Leichlingen an. Der laut der Statistik und Topographie des Regierungsbezirks Düsseldorf als Hofstadt kategorisierte Ort besaß zu dieser Zeit vier Wohnhäuser und sechs landwirtschaftliche Gebäude. Zu dieser Zeit lebten 21 Einwohner im Ort, davon drei katholischen und 18 evangelischen Glaubens.
Im Gemeindelexikon für die Provinz Rheinland werden 1885 zwölf Wohnhäuser mit 82 Einwohnern angegeben. 1895 besitzt der Ort 26 Wohnhäuser mit 169 Einwohnern, 1905 32 Wohnhäuser und 227 Einwohner.
Ab Mitte des 20. Jahrhunderts schlossen sich die Lücken in der Wohn- und Gewerbebebauung mit den benachbarten Wohnplätzen und Trompete wurde Teil der westlichen Vorstadt Leichlingens.